# تیراندازی با کمان در بازی‌های آسیایی ۲۰۱۴

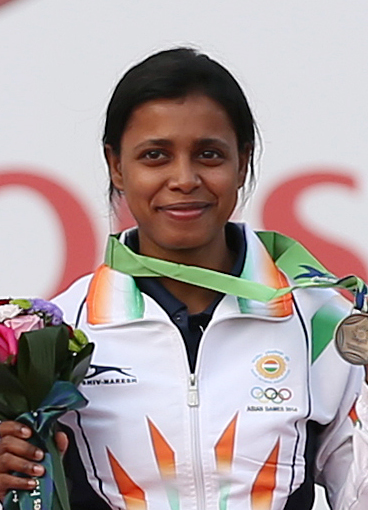
برنده مدال برنز از کشور هند، تیراندازی با کمان در بازی های آسیایی 2014

تیراندازی با کمان در بازی‌های آسیایی ۲۰۱۴ در پارک مونهاک در اینچئون در کره جنوبی برگزار شد. تاریخ برگزاری این رقابت‌ها ۲۳ تا ۲۸ ستامپر ۲۰۱۴ بود.

## Medal table
| رتبه  | کشور            | طلا | نقره | برنز | مجموع |
| 1     | کره جنوبی (KOR) | ۵   | ۳    | ۱    | ۹     |
| 2     | چین (CHN)       | ۱   | ۲    | ۱    | ۴     |
| 3     | هند (IND)       | ۱   | ۱    | ۲    | ۴     |
| 4     | ایران (IRI)     | ۱   | ۰    | ۱    | ۲     |
| 5     | چین تایپه (TPE) | ۰   | ۱    | ۱    | ۲     |
| 6     | مالزی (MAS)     | ۰   | ۱    | ۰    | ۱     |
| 7     | ژاپن (JPN)      | ۰   | ۰    | ۱    | ۱     |
| 7     | فیلیپین (PHI)   | ۰   | ۰    | ۱    | ۱     |
| Total | Total           | 8   | 8    | 8    | 24    |